# Carol Corbu
Carol Corbu (Rumania, 8 de febrero de 1946) fue un atleta rumano especializado en la prueba de triple salto, en la que consiguió ser subcampeón europeo en 1974.

## Carrera deportiva
En el Campeonato Europeo de Atletismo de 1974 ganó la medalla de plata en el triple salto, con un salto de 16.68 metros, siendo superado por el soviético Viktor Saneyev que con 17.23 metros batió el récord de los campeonatos, y por delante del polaco Andrzej Sontag (bronce con 16.61 metros).